# خولیو سزار ده لئون
خولیو سزار ده لئون (اسپانیایی: Julio César de León‎؛ زادهٔ ۱۳ سپتامبر ۱۹۷۹) بازیکن فوتبال اهل هندوراس بود.
از باشگاه‌هایی که در آن بازی کرده است می‌توان به باشگاه فوتبال مسینا، باشگاه فوتبال دپورتیوو المپیا، باشگاه فوتبال اتلتیکو پلاتینزه، باشگاه فوتبال موتاگوا، باشگاه فوتبال کاتانزارو ۱۹۲۹، باشگاه فوتبال آولینو، باشگاه فوتبال پارما، باشگاه فوتبال جنوآ، باشگاه فوتبال فیورنتینا، باشگاه فوتبال شاندونگ تایشان، باشگاه فوتبال رجینا، و باشگاه فوتبال تورینو اشاره کرد.
وی همچنین در تیم ملی فوتبال هندوراس بازی کرده است.